# Jan Jiřička
Jan Jiřička (19. května 1903 Rožnov u Českých Budějovic – 19. září 1942 Berlín) byl major generálního štábu (plukovník generálního štábu in memoriam) československé armády, příslušník protifašistického odboje, který byl popraven nacisty.

## Život a působení
Narodil se v Rožnově (dnes součást Českých Budějovic) v rodině zřízence státních drah. V Českých Budějovicích navštěvoval v letech 1914–1921 reálné gymnázium s vyučovacím jazykem českým. Po úspěšném studiu reálky byl frekventantem Vojenské akademie v Hranicících a po úspěšném ukončení studia se dne 1. srpna 1923 stal poručíkem dělostřelectva. V letech 1924 až 1931 byl v různých velitelských funkcích u dělostřeleckého pluku 105 ve Čtyřech Dvorech u Českých Budějovic. Od 1. října 1931 studoval Válečnou školu v Praze a od 15. září 1934 byl převelen k velitelství 5. divize v Českých Budějovicích. Od 15. září 1937 pracoval na ministerstvu národní obrany. Po německé okupaci dělal v zemské samosprávě – od 1. července 1939 dělal vrchního administrativního komisaře u Zemského úřadu v Praze. Zúčastnil se protinacistického odboje – byl příslušník štábu Oblastního velitelství Velká Praha vojenské odbojové organizace Obrana národa. Dne 6. února 1940 byl zatčen a dne 29. dubna 1942 byl odsouzen k trestu smrti. Dne 12. září 1942 byl v Berlíně, Plötzensee popraven gilotinou.